# Brule County
Brule County ist ein Bezirk im Bundesstaat South Dakota der Vereinigten Staaten. Das U.S. Census Bureau hat bei der Volkszählung 2020 eine Einwohnerzahl von 5247 ermittelt. Der Sitz der Countyverwaltung (County Seat) in Chamberlain.

## Geographie
Das County hat eine Fläche von 2192 Quadratkilometern; davon sind 71 Quadratkilometer (3,25 Prozent) Wasserflächen.

## Geschichte
Das County wurde am 14. Januar 1875 gegründet. Es ist nach dem Stamm der Brulé benannt, die zu den Lakota gehören.

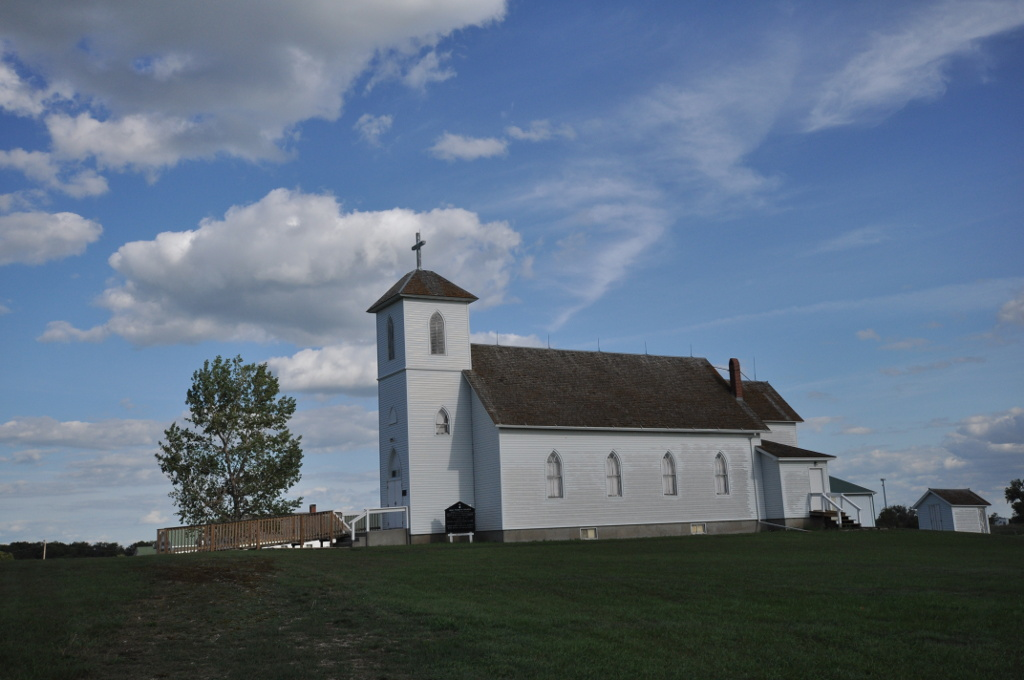
Die Holy Trinity Church ist einer von sechs Einträgen des Countys im NRHP.

Sechs Bauwerke und Stätten des Countys sind im National Register of Historic Places (NRHP) eingetragen (Stand 30. Juli 2018).

## Bevölkerungsentwicklung

| 1900 | 1910 | 1920 | 1930 | 1940 | 1950 | 1960 | 1970 | 1980 | 1990 | 2000 | 2010 | 2020 |
| ---- | ---- | ---- | ---- | ---- | ---- | ---- | ---- | ---- | ---- | ---- | ---- | ---- |
| 5401 | 6451 | 7141 | 7416 | 6195 | 6076 | 6319 | 5870 | 5245 | 5485 | 5364 | 5255 | 5247 |

## Städte und Gemeinden
Städte (Citys)
- Chamberlain
- Kimball

Gemeinden (Towns)
- Pukwana